# Ła-5
Ła-5 (ros. Ла-5) – radziecki jednosilnikowy, jednomiejscowy samolot myśliwski z okresu II wojny światowej. Samolot został opracowany w biurze konstrukcyjnym S.A. Ławoczkina jako wersja rozwojowa i następca samolotu ŁaGG-3, drewnianego dolnopłata wyposażonego w silnik rzędowy. Od wcześniejszej wersji nowy samolot różnił się przede wszystkim nowym silnikiem, gwiazdowym M-82.
Był jednym z najlepszych samolotów myśliwskich radzieckiego lotnictwa i pierwszym, który mógł konkurować z niemieckim Messerschmittem Bf 109 w wersji Gustav. Płatowiec wprowadzono do produkcji wiosną 1942 roku, w ciągu roku kilka fabryk na terenie ZSRR produkowało już kilkaset samolotów miesięcznie. Do jesieni 1943 znaczna liczba nowych maszyn znalazła się na froncie, co zaowocowało wzrostem strat po stronie niemieckiej, także wśród najnowocześniejszych niemieckich myśliwców Focke-Wulf Fw 190. Ła-5 w różnych wersjach pozostał w służbie Wojskowych Sił Powietrznych ZSRR do końca II wojny światowej. Kilkadziesiąt sztuk służyło także w latach 40. w lotnictwie Czechosłowacji, a jeden egzemplarz przekazano do testów Polsce, jednak ta zrezygnowała z ich zakupu. 
Na samolocie Ła-5 latał radziecki as myśliwski II wojny światowej Iwan Kożedub, który większość ze swoich 62 zwycięstw powietrznych odniósł właśnie na maszynach tego typu. Na maszynach Ła-5 latali również Nikołaj Skomorochow, Kiriłł Jewstigniejew, Witalij Popkow, Gieorgij Kostylew, Wasilij Gołubiew, Piotr Pokryszew, Iwan Sytow, Wasilij Zajcew, Nikołaj Krasnow, Andriej Kułagin, Aleksandr Kumaniczkin, Pawieł Tarasow i wielu innych radzieckich asów lotniczych II wojny światowej.

## Historia
Początki samolotu Ła-5 sięgają 1940 roku, kiedy w biurze konstrukcyjnym kierowanym przez Siemiona Aleksiejewicza Ławoczkina, przy współpracy W.P. Gorbunowa i M.I. Gudkowa powstał samolot ŁaGG-1. Prototyp oznaczony jako I-301 oblatano 30 marca lub w grudniu 1940 roku (za sterami zasiadł pilot doświadczalny A.I. Nikaszyn). Nim rozpoczęła się produkcja seryjna, do produkcji skierowano nieznacznie zmodyfikowaną i wyposażoną w nowy silnik wersję. Samolot oznaczony jako ŁaGG-3, podobnie jak poprzednik, cierpiał na niedobór mocy i słabe wznoszenie, dodatkowo zamontowane w nim działko 23 mm wytwarzało ponaddwukrotnie większy odrzut, niż planowano, szwankowała także hydraulika podwozia, a jakość wykonania egzemplarzy seryjnych była niska. Konstruktorzy planowali w ŁaGG-3 zamontować mocniejszy silnik Klimow M-105, jednak okazał się on niedopracowany i w ostatecznej wersji seryjnej montowano znacznie słabszą jednostkę Klimow M-104, nie dość mocną by napędzać ciężki drewniany myśliwiec. Z tego względu piloci żartowali, że akronim ŁaGG oznacza w rzeczywistości nie skrót nazwisk konstruktorów, a łakirowannyj garantirowannyj grob: lakierowana pewna mogiła. Mimo niedociągnięć i słabych osiągów, ŁaGG-3 dysponował najmocniejszym uzbrojeniem spośród produkowanych seryjnie radzieckich myśliwców i zdecydowano się na dalsze prace nad jego rozwojem (już w czasie produkcji wprowadzono kilkadziesiąt mniejszych i większych modyfikacji). W szybkim tempie skierowano go do produkcji w pięciu fabrykach na terenie ZSRR.
Jednocześnie Ławoczkin i jego zespół eksperymentowali nad znalezieniem dużo mocniejszego silnika. Ostatecznie wybór padł na czternastocylindrowy gwiazdowy silnik M-82 o mocy 1700 koni mechanicznych, będący radzieckim klonem silnika Wright Cyclone dostosowanym do warunków produkcji w kraju z systemem metrycznym. Nowy samolot, oznaczony Ła-5, po swoim poprzedniku odziedziczył większość elementów konstrukcji, zmieniono przede wszystkim część nosową by pomieścić w niej znacznie większy silnik.
Płatowiec wykonany był niemal w całości ze sklejki i drewna. Kluczem do jego konstrukcji była substancja o nazwie delta-drewrezina (dosłownie: żywica drzewna delta), specjalna żywica fenolowo-formaldehydowa opracowana w latach 30. przez Leontija Ryżkowa. Stanowiła ona klej wykorzystywany do produkcji sklejki, a także impregnat, którym wzmacniano elementy drewniane. Wykonana przy jej użyciu sklejka miała właściwości zbliżone do współczesnych kompozytów drzewno-polimerowych, w wysokiej temperaturze można jej było nadawać niemal dowolny kształt. Choć cięższa od zwykłej sklejki, była w zasadzie niepalna i dużo wytrzymalsza. Tą samą substancją nasączano także płótno pokrywające niektóre fragmenty poszycia, tkaninę wyściełającą samouszczelniające zbiorniki paliwa, a także używano jej jako kleju łączącego drewniane elementy płatowca (w postaci tzw. kleju WIAM B-3).
Prototyp, pierwotnie oznaczony nazwą ŁaG-5, był szybszy od ŁaGG-3, wznosił się szybciej, a także lepiej radził sobie z manewrami w locie poziomym. Z tego względu wkrótce po oblocie prototypów samolot skierowano do seryjnej produkcji w Fabryce nr 21 w Gorkim, w Mołotowie, a później także w innych zakładach lotniczych na terenie ZSRR.
Zdaniem niektórych autorów nowy samolot miał mniejszy wkład w odwrócenie przez Armię Czerwoną losów wojny w powietrzu niż produkowane równolegle z nim maszyny Jak-3 i Jak-9, jednak pod względem osiągów nie ustępował im, a nawet je przewyższał. W porównaniu ze swym głównym adwersarzem, wprowadzonym do jednostek liniowych w sierpniu 1942 roku Messerschmittem Bf 109G, samolot Ławoczkina miał mniejszy promień skrętu na niewielkich wysokościach, szybciej też wykonywał beczkę, a choć jego osiągi wyraźnie spadały powyżej 12 000 ft (3657,6 m) wysokości, był pierwszym myśliwcem WWS mogącym nawiązać równorzędną walkę z niemieckimi myśliwcami najnowszych generacji. Był w stanie walczyć nawet z dużo potężniejszym myśliwcem Focke-Wulf Fw 190. Dodatkową zaletą było wyposażenie wszystkich płatowców w radio, a także zamiana wcześniej stosowanych karabinów maszynowych na dwa działka 20 mm.
Samolot posiadał też poważne wady, częściowo wynikające z niedociągnięć jego wcześniejszych wersji. Szwankowała osłona termiczna silnika, co było poważnym problemem w płatowcu wykonanym w całości z drewna; często również spaliny dostawały się do kabiny pilota. W kokpicie brakowało także wentylacji, a otwarcie osłony kabiny przy prędkościach przekraczających ok. 350 km/h było w praktyce niemożliwe. Z tego względu wielu pilotów wbrew rozkazom latało przy otwartej osłonie kabiny, co pogarszało osiągi samolotu, ale zwiększało ich szanse na przeżycie.
Pierwsze maszyny trafiły na front w sierpniu 1942 roku, choć niektóre źródła podają, że dopiero w czasie bitwy pod Stalingradem w końcu 1942 roku. Pierwszą jednostką wyposażoną w nowe maszyny był 49. Myśliwski Pułk Lotniczy, który w pierwszych 16 misjach odnotował 17 zwycięstw powietrznych przy stracie dziesięciu maszyn własnych (inne źródła podają 16 strąconych w pierwszych 28. misjach). Z daleka nowy samolot przypominał wysłużony myśliwiec I-16, co początkowo prowadziło do wielu niebezpiecznych pomyłek; niemieccy piloci ochrzcili nawet nieznany sobie typ samolotu przezwiskiem „Neue Rata” – Nowy Rata, w odniesieniu do przydomku, jaki I-16 otrzymał podczas wojny domowej w Hiszpanii.
Pracujący w ośrodku w Gorkim Ławoczkin i jego zespół mieli zapewniony pełny priorytet w dostępie do materiałów, specjalistów i decydentów. W praktyce oznaczało to jednak, że zatrzymanie linii produkcyjnych choćby na jeden dzień nie wchodziło w grę. Z tego względu modyfikacje do produkowanego już Ła-5 wprowadzano na liniach produkcyjnych stopniowo, w miarę ich opracowywania. Dlatego też poszczególne samoloty oznaczane oficjalnie jako Ławoczkin Ła-5, Ła-5N i Ła-5FN różniły się między sobą, często dość znacznie.
Pierwszą znaczącą modyfikację wprowadzono jeszcze pod koniec 1942 roku, kiedy silnik ASz-82 zastąpiono jego wersją F (od forsirowannyj – turbodoładowany), pozbawioną ogranicznika doładowania, który wcześniej uniemożliwiał korzystanie z niego przez czas przekraczający 5 minut. Choć moc znamionowa motoru nie różniła się od wersji wcześniejszej i wynosiła 1700 koni mechanicznych przy starcie, wyposażone w niego maszyny oznaczane przez WWS jako Ławoczkin Ła-5F, lepiej radziły sobie na niskich wysokościach. Na 12 tysiącach stóp (ok. 3,6 tys. metrów) samolot osiągał prędkość 583 km/h, co wystarczało do prześcignięcia w locie poziomym niemieckiego Fw-190A4. Pierwsze samoloty seryjne tej wersji wprowadzono do służby w początkach 1943 roku i okazało się, że konstrukcja nadal pozostawia wiele do życzenia: kabina regularnie przegrzewała się, podobnie silnik (zwłaszcza podczas kołowania), a po starcie samolot miał tendencję do obracania się w prawo, co wynikało z krótszego kadłuba i większego momentu obrotowego silnika. Choć samoloty psuły się wielokrotnie częściej niż ich wcześniejsze wersje, w powietrzu dawały pilotom dużo większe szanse na przeżycie spotkania z najnowszymi myśliwcami niemieckimi. Do wiosny 1943 roku Fabryka nr 21 dostarczała od 350 do 400 płatowców miesięcznie, produkcja ruszyła także w przeniesionej z Niżnego Tagiłu do Moskwy Fabryce 381 i w Fabryce nr 99 w Ułan Ude.
Równocześnie Ławoczkin rozpoczął testy kolejnych usprawnień, które do produkcji wdrażano sukcesywnie od listopada 1942 roku, a które w marcu 1943 roku zaowocowały powstaniem kolejnego typu myśliwca. Najważniejszą modyfikacją było wprowadzenie zaktualizowanej wersji silnika ASz-82FN wyposażonej we wtrysk paliwa, obcięto także kadłub za tylną osłoną kokpitu, a dotychczas stosowane przeszklenie zastąpiono jednolitym przeszkleniem w kształcie kropli wody. Dla ochrony pilota tuż za jego głową dodano także taflę z hartowanego szkła o grubości 55 mm. Konstruktorzy starali się także zmniejszyć masę samolotu, m.in. przez zdemontowanie dwóch z pięciu zbiorników paliwa. Zmniejszyło to zasięg samolotu, ale znacznie poprawiło jego właściwości lotne. Nową wersję oznaczono kodowo jako Ła-5N.
Dopiero latem 1943 roku Niemcom udało się zdobyć pierwszy egzemplarz samolotu (w wersji Ła-5FN) do testów, kiedy jeden z pilotów musiał przymusowo lądować na terytorium zajętym przez wojska niemieckie. Samolot wyremontowano i poddano wszechstronnym testom w centrum naukowo-technologicznym Luftwaffe (tzw. Erprobungsstelle) na lotnisku Rechlin-Lärz. Przeprowadzający je pilot-oblatywacz Hans-Werner Lerche sporządził szczegółowy raport z testów. Na niższych wysokościach uznał radziecki samolot za porównywalny z Bf-109 czy Fw 190A-8. W porównaniu z tym pierwszym Ła-5FN nieco szybciej się przechylał, natomiast niemiecki myśliwiec miał niewielką przewagę w prędkości wznoszenia i w locie poziomym. Druga z niemieckich maszyn miała znaczną przewagę prędkości, za to nieznacznie niższą prędkość wznoszenia i większy promień skrętu.
W raporcie odnotował również, że testowana przez niego maszyna posiadała doskonałe właściwości przy pułapie poniżej 3000 metrów i wykazywała świetną stabilność w locie poziomym. Zwrócił też jednak uwagę na niedociągnięcia Ła-5: jego zdaniem maszyna miała stosunkowo niewielki zasięg: zbiorniki pozwalały jedynie na 40 minut lotu z prędkością przelotową. W porównaniu z niemieckimi myśliwcami Ła-5FN był również dużo trudniejszy w pilotażu: pilot sterował silnikiem za pomocą sześciu różnych manetek i lewarków (osobny do kontroli ciągu, mieszanki paliwowej, skoku śmigła, sterowania chłodnicą, klapami w osłonie silnika regulującymi jego chłodzenie i skrzynią biegów turbosprężarki). Tymczasem większość nowoczesnych niemieckich samolotów z epoki posiadała już zestaw urządzeń elektromechanicznych ułatwiających sterowanie silnikiem za pomocą jednej tylko dźwigni. Lerche zauważył także, że w praktyce niemożliwe było uruchomienie turbodoładowania silnika na wysokości powyżej 2000 metrów, a ster kierunku nie najlepiej radził sobie przy niższych prędkościach. Z kolei przy prędkości lotu powyżej 600 km/h siły działające na powierzchnie sterowe wymykały się spod kontroli pilota.
Do listopada 1943 roku znaczna liczba nowych myśliwców znalazła się na froncie, co przyczyniło się do znaczącego wzrostu niemieckich strat. 8 lutego 1943 roku P.A. Grażdaninow pilotujący Ła-5 zestrzelił pierwszego Focke-Wulfa Fw 190 na froncie wschodnim. W tym samym miesiącu rozpoczęły się prace nad opracowaniem kolejnego modelu myśliwca, oznaczonego kodowo jako Typ 39 nr 2, którego osiągi przeszły najśmielsze oczekiwania planistów. Prototyp oblatano już w lutym 1944 roku. W locie poziomym nad ziemią oblatywacz Kubiszkin osiągnął prędkość 599 km/h, zaś na wysokości 6250 metrów nad poziomem morza prędkość wyniosła 684 km/h – i to przy normalnych ustawieniach silnika. Wyjątkowe jak na radzieckie myśliwce były także parametry wznoszenia. Było to możliwe m.in. dzięki zmniejszeniu masy całkowitej maszyny i oporów powietrza: przeprojektowano m.in. osłonę kabiny i krawędzie natarcia skrzydeł, a płaty wyposażono w lżejsze, metalowe dźwigary. Z tego względu zdecydowano się wprowadzić od razu do produkcji nową wersję, przemianowaną oficjalnie na Ławoczkin Ła-7; moskiewska Fabryka nr 381 dostała nawet pozwolenie na przerwanie produkcji Ła-5FN, które do tej pory były konstrukcją priorytetową; samolot produkowały także Fabryka nr 21 w Gorkim, Fabryka nr 391 w Moskwie i Fabryka nr 99 w Ułan Ude. Nowy samolot trafił do produkcji w marcu 1944 roku, pierwszych 30 egzemplarzy trafiło na Front Bałtycki (m.in. do 63. Gwardyjskiego Myśliwskiego Pułku Lotniczego) już we wrześniu. W ciągu pierwszego miesiąca służby maszyny odbyły 462 loty i strąciły 55 samolotów nieprzyjacielskich za cenę ośmiu własnych.
Kolejnymi wersjami rozwojowymi tego płatowca były Ła-9 i Ła-11.
Ocenia się, że w czasie II wojny światowej wyprodukowano 15 tysięcy myśliwców Ławoczkina, choć niektórzy autorzy piszą nawet o 20 tysiącach.

## Opis konstrukcji
Samolot Ławoczkin Ła-5 był jednomiejscowym, jednosilnikowym dolnopłatem myśliwskim z chowanym podwoziem. Podobnie jak wcześniejszy ŁaGG-3, Ła-5 i jego wersje rozwojowe miały konstrukcję półskorupową i wykonane były głównie z drewna, w kluczowych miejscach wzmacnianego żywicą fenolowo-formaldehydową.

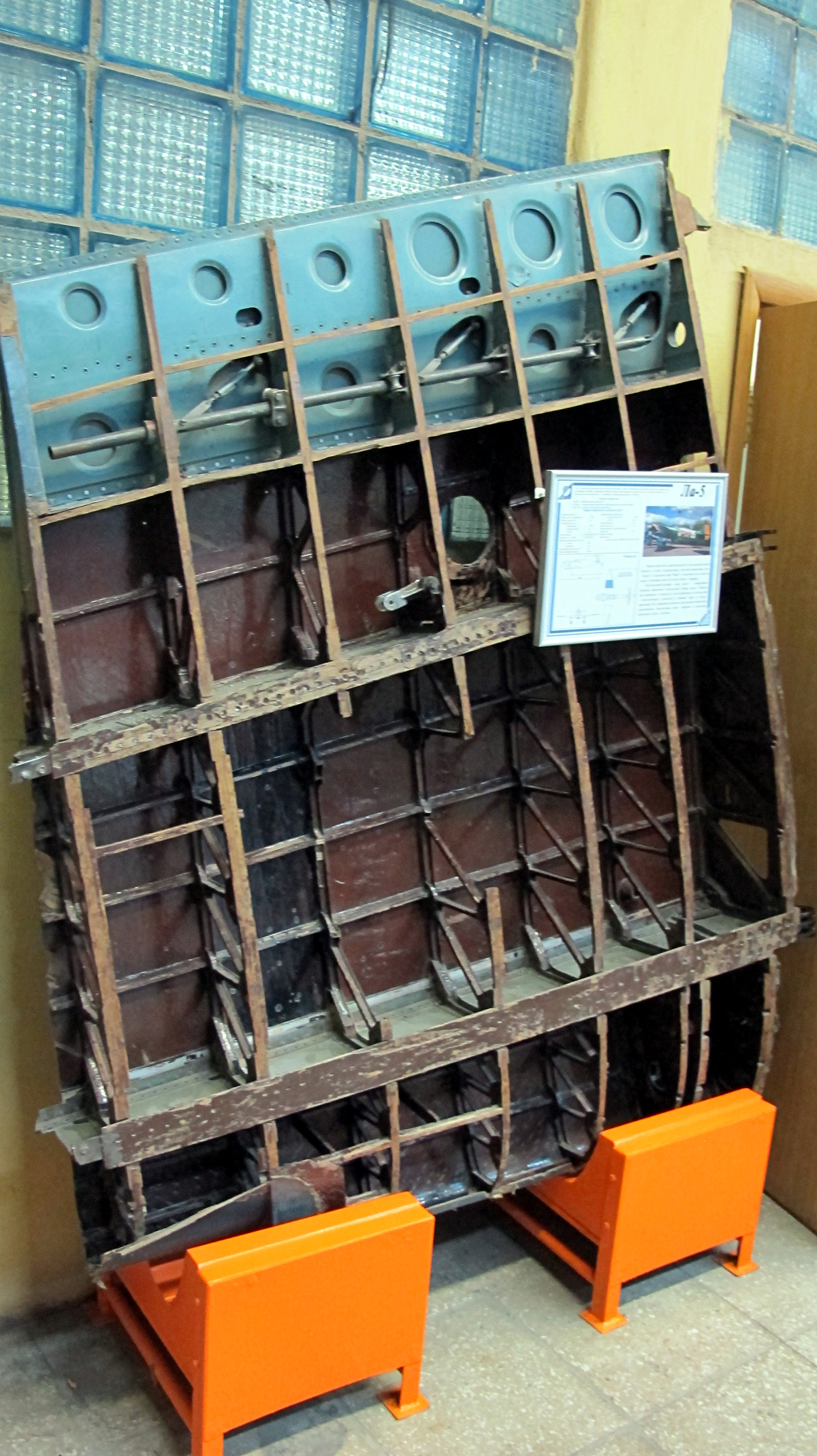
Zachowany fragment skrzydła Ła-5 w muzeum Moskiewskiego Instytutu Lotnictwa

Silnik ASz-82 eksponowany w MLP w Krakowie

Kadłub samolotu: część przednia (mocowanie silnika i uzbrojenia) spawana z rur stalowych, kryta blachą duralową, a w rejonie wydechów silnika – ocynkowaną blachą stalową. W części tylnej wręgi i podłużnice kryte brzozową sklejką wykonaną z od trzech do siedmiu warstw drewna brzozowego o grubości od 0,75 do 1,15 mm każda, uformowanych pod ciśnieniem i w wysokiej temperaturze w większe płaty, a następnie zamocowanych do ramy za pomocą kleju WIAM B-3 na bazie żywicy fenolowo-formaldehydowej. W przypadku Typu 39 o kadłubie ściętym za kabiną pilota, mniejszą jego sztywność skompensowano dodatkową warstwą sklejki o grubości 1,15 mm.
Za fotelem pilota znajdowała się płyta z pancernej stali o grubości 10,5 mm (we wcześniejszych wersjach) lub 8,5 mm (wersje późniejsze), a dodatkowo także płyta ze szkła pancernego o grubości 66 mm (wersje z obciętym kadłubem) lub 68 mm (późniejsze wersje Ła-5FN). Przednia szyba wiatrochronu początkowo nieopancerzona, w późniejszych wersjach wymieniona na pancerną o grubości 55 mm (Ła-5F) lub 57 mm (późniejsze wersje Ła-5FN). Kabina pilota wyposażona w instalację radiową. Osłona kabiny odsuwana do tyłu.
Skrzydło wolnonośne, dwudźwigarowe, o profilu NACA 23016 przy kadłubie i 23010 przy końcówce płata, kryte sklejką. Klapy krokodylowe, automatyczne, metalowe sloty na krawędzi natarcia. W części centralnej mieściły się zbiorniki paliwa. Powierzchnia nośna 17,51 m². Wznios płata 5°.
Usterzenie: statecznik pionowy zbudowany jako integralna część ramy kadłuba, podobnie jak stateczniki poziome kryty sklejką. Stery konstrukcji metalowej, kryte płótnem. Napęd steru kierunku cięgnami podłączonymi do pedałów w kabinie pilota, pozostałe powierzchnie sterowe kontrolowane za pomocą drążka sterowego. Ster wysokości napędzany popychaczami, klapy sterowane hydraulicznie za pomocą manetki na ścianie kabiny.
Napęd: czternastocylindrowy silnik tłokowy M-82 w układzie podwójnej gwiazdy, chłodzony powietrzem; w późniejszych modelach jego kolejne wersje rozwojowe: M-82F, M-82N i M-82FN. Moc 1700 KM przy prędkości obrotowej 2400 obr./min, 1540 KM na wysokości 2000 m (M-82FN – 1850 KM). Okapotowanie silnika zawierało żaluzje regulujące przepływ powietrza chłodzącego.
Silnik napędzany benzyną 4B-78 o liczbie oktanowej minimum 95. W wersjach bez wtrysku paliwa zamontowany gaźnik AK-82BP, w wersji Ła-5FN paliwo trafiało bezpośrednio do cylindrów. Instalacja paliwowa początkowo posiadała pięć zbiorników umieszczonych w skrzydłach, w późniejszych wersjach ich liczbę zmniejszono do trzech dla zaoszczędzenia masy. Zbiorniki metalowe, samouszczelniające, pokryte warstwami gumy i tkaniny. Zabezpieczenie przeciwko zapaleniu się paliwa w zbiornikach stanowił system dostarczający do ich wnętrza oczyszczone i schłodzone spaliny, które zastępowały łatwopalne opary paliwa.
Rozruch za pomocą sprężonego powietrza z butli na pokładzie samolotu lub za pomocą gniazda w piaście śmigła, do którego podłączano korbę napędzaną przez silnik ciężarówki.
Śmigło metalowe WISz-105V, trójłopatowe o średnicy 3,1 m. Piasta śmigła osłonięta kołpakiem. Chłodnica oleju zamontowana pod silnikiem u nasady płata.
Podwozie w układzie klasycznym. Przednie jednogoleniowe, o wymiarach 650 × 200 mm, chowane hydraulicznie w skrzydła w kierunku kadłuba, z pokrywą przykrywającą opony jedynie częściowo. Kółko ogonowe o wymiarach 300 × 25 mm chowane hydraulicznie, swobodnie skrętne. Pozycja podwozia sygnalizowana za pomocą niewielkich znaczników umieszczonych w skrzydłach. Możliwe było także awaryjne wysuwanie podwozia za pomocą korby. Ze względu na kłopoty z hydrauliką, w praktyce tylne kółko często blokowano na stałe w pozycji wysuniętej, z zamkniętymi drzwiczkami komory. W typach 37 i 39 skok amortyzatorów wynosił jedynie 180 mm, co powodowało wyjątkowo twardą jazdę podczas kołowania, w późniejszych wersjach skok zwiększono do 220 mm.
Uzbrojenie: dwa działka SP-20 (SzWAK) kalibru 20 mm z zapasem 170 naboi na każde. Możliwość podwieszenia dwóch bomb o masie do 100 kg.

## Warianty
Jako że zmiany i modyfikacje wprowadzano często już na liniach produkcyjnych, podział na modele jest zazwyczaj dość arbitralny, bowiem poszczególne wersje tego samego płatowca mogły się względem siebie dość znacznie różnić. Sytuację komplikuje fakt, że oznaczenia fabryczne używane przez biuro konstrukcyjne Ławoczkina nie pokrywały się z nazwami kodowymi nadawanymi poszczególnym modelom przez dowództwo radzieckiego lotnictwa. Przykładowo Ła-5 wyposażony w silnik M-82F w WWS otrzymał oznaczenie Ła-5F, choć dla biura konstrukcyjnego stanowił ten sam Typ 37 co wcześniejsze wersje.

### Ła-5

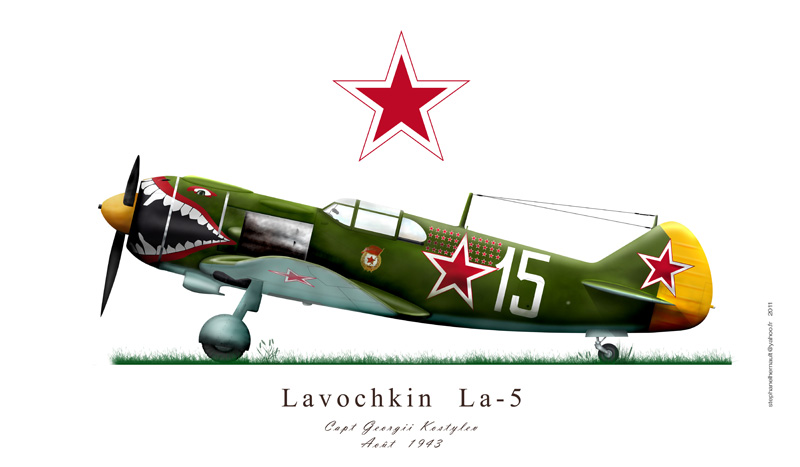
Ławoczkin Ła-5 asa myśliwskiego kpt. Georgija Kostylewa

- Wczesny Typ 37: pierwsze egzemplarze seryjne wykorzystywały już zbudowane płatowce ŁaGG-3, w których zamontowano nowy silnik i dokonano tylko nieznacznych modyfikacji. Ich cechą charakterystyczną była wybrzuszona przednia szyba kokpitu oraz odstające od kadłuba drzwi chowanego tylnego kółka[48].
- Późny Typ 37: egzemplarze w całości zbudowane już jako Ła-5. Posiadały prostą przednią szybę pancerną chroniącą kokpit, a drzwiczki tylnego kółka wykonano tak, by zamykając się tworzyły gładką powierzchnię z pokryciem kadłuba sekcji ogonowej. Zewnętrznie Ła-5 tego typu nie różniły się od samolotów oznaczanych przez WWS jako Ła-5F, wyposażonych w inny silnik[48]. Zmieniono także materiał, z którego wykonywano przeszklenia kabiny z tworzywa na bazie celulozy na pleksi, co zaowocowało lepszą widocznością[38].

### Ła-5F

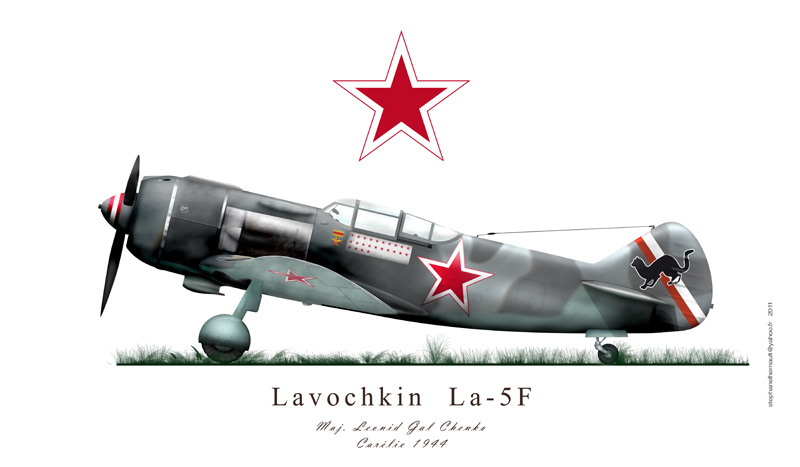
Ławoczkin Ła-5F mjr. Leonida Gałczenki

- Wczesny Typ 39: od wcześniejszego typu różnił się przede wszystkim ściętą tylną osłoną kabiny, którą zastąpiono przeszkleniem dla lepszej widoczności z kokpitu. Samoloty te wyposażono w turbodoładowany silnik M-82F (Forsirowannyj) i w nomenklaturze wojskowej oznaczone były jako Ła-5F[48]. W typie tym wprowadzono także opancerzoną szybę przednią, początkowo o grubości 55 mm, a w późniejszych egzemplarzach 57 mm[38].

### Ła-5FN

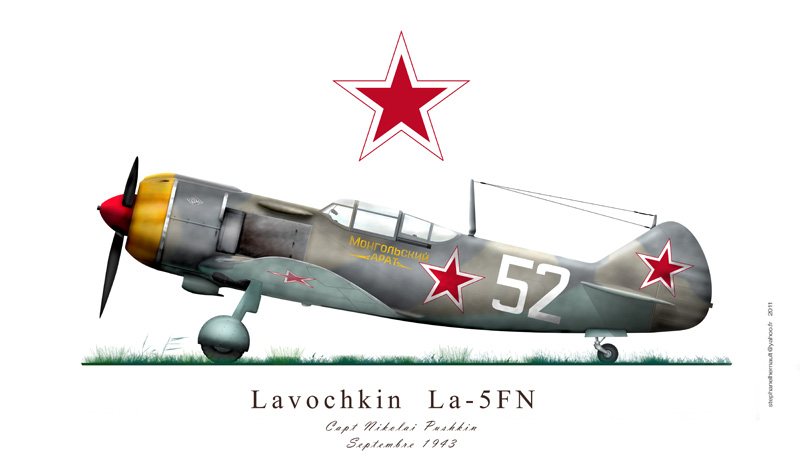
Ławoczkin Ła-5FN kpt. Nikołaja Puszkina

- Późny Typ 39: wyposażony w silnik Asz-82FN i zmodyfikowane przeszklenie kabiny. W odróżnieniu od późniejszych wersji oznaczonych tą samą nazwą Ła-5FN, samoloty typu 39 miały dźwigary płatów wykonane z drewna[48].
- Typ 41: płatowiec wyposażony w ten sam silnik co wersja wcześniejsza, ale z metalowymi dźwigarami skrzydeł[48].

### Ła-5UTI
- Typ 43: dwumiejscowa wersja szkolna, zbudowana na bazie zarówno samolotów Ła-5F i Ła-5FN, wyposażona jednak w silnik tego drugiego. Od innych typów różniła się przede wszystkim dodaniem drugiego miejsca za siedzeniem pilota oraz przeszkleniem sięgającym dalej w stronę ogona. Niektóre samoloty szkolne budowano metodami chałupniczymi już w warunkach frontowych, wobec czego pomiędzy poszczególnymi egzemplarzami występowały często znaczne różnice[48].

### Ła-5WI
- W grudniu 1944 zespół pod kierownictwem Siergieja Korolowa rozpoczął prace nad zamontowaniem w seryjnym egzemplarzu Ła-5FN silnika turboodrzutowego. Pierwsza wersja maszyny, pomyślana jako myśliwiec pościgowy o wysokim pułapie, posiadała trzy silniki RD-1: dwa pod skrzydłami i jeden w części ogonowej. W kolejnym wariancie zamontowano trójkomorowe silniki RD-3. Ostatecznie kolejne wersje rozwojowe płatowca klasyfikowano jako Ła-7R (od reaktiwnyj – turboodrzutowy) i opierały się na seryjnie produkowanych egzemplarzach Ła-7. Był to pierwszy radziecki myśliwiec odrzutowy, jednak nie wyszedł poza stadium prototypów[49].

## Użytkownicy

### ZSRR
Głównym użytkownikiem większości egzemplarzy były Wojskowe Siły Powietrzne ZSRR.

### Czechosłowacja
W początkach 1944 roku zapadła decyzja o wyposażeniu dwóch pułków myśliwskich w ramach I Czechosłowackiego Korpusu Armijnego (ostatecznie powstał jedynie 1. Samodzielny Pułk Myśliwski) w myśliwce Ła-5FN i samoloty szkolne Ła-5UTI. Zalążek lotnictwa czechosłowackiego na froncie wschodnim, 128. samodzielną eskadrę myśliwską w ZSRR, oficjalnie powołano 3 maja 1944, a do 16 maja wyposażono ją w sprzęt z radzieckiego demobilu oraz sześć fabrycznie nowych myśliwców Ła-5FN. 10 września tego roku eskadra weszła do walki.
Z czasem jednostka rozrosła się do rozmiarów pułku lotniczego, zasilono ją także kolejnymi maszynami. Jednym z najważniejszych epizodów w historii ich wykorzystania przez lotnictwo Czechosłowacji było wsparcie słowackiego powstania narodowego. Po jego wybuchu, w październiku 1944 ok. 21 samolotów przebazowano na lotniska polowe Tri Duby i Zolná koło Zwolenia. Samolotami Li-2 i pochodzącymi z lend-lease C-47 dowieziono na miejsce także personel naziemny lotnisk, zapasy materiałów pędnych i amunicji. W roli myśliwca osłaniającego słowackie wojska Ła-5FN sprawował się znakomicie. W ciągu kilku tygodni walk czechosłowaccy piloci zgłosili zestrzelenie czterech Bf-109, trzech samolotów łącznikowych Fieseler Fi 156 Storch, po dwóch maszyn Focke-Wulf Fw 189 i Focke-Wulf Fw 190, a także pojedynczych Junkers Ju 87 i Junkers Ju 88 – bez strat własnych. Ławoczkiny wykorzystywano także w roli myśliwca bombardującego do wspierania wojsk naziemnych, niedostatecznie wyposażonych w artylerię. Ła-5 ostrzeliwały nacierające wojska niemieckie ze swoich działek, wykorzystywały także dostarczone drogą powietrzną dwudziestopięcio- i pięćdziesięciokilogramowe bomby lotnicze. Po wyczerpaniu zapasów zaczepy bombowe myśliwca zmodyfikowano w taki sposób, by dało się wykorzystywać także czechosłowackie bomby o masie 50 kg. Czechosłowaccy piloci zgłosili zniszczenie 77 wrogich ciężarówek, trzech dział przeciwlotniczych, trzech lokomotyw i dwóch czołgów. Nieprzystosowane do roli myśliwca bombardującego samoloty poniosły w tych misjach spore straty w wyniku ognia przeciwlotniczego i wypadków: 10 maszyn stracono bezpowrotnie, zginęło trzech pilotów a jeden został ciężko ranny. 25 października, na skutek zbliżania się wojsk niemieckich do lotniska Tri Duby, podjęto decyzję o ewakuacji zdolnych do lotu jedenastu maszyn na lotniska pod kontrolą ZSRR; jedna maszyna została strącona przez artylerię przeciwlotniczą, pozostałe zdołano ewakuować.  
Po wojnie 31 zdolnych do lotu samolotów Ła-5 w wersjach FN i UTI pozostało w służbie Sił Powietrznych Czechosłowacji. Przemianowano je odpowiednio na S-95 i CS-95 (wersja szkolna; Ła-7 w czechosłowackiej służbie otrzymały oznaczenie S-97). Początkowo służyły w jednostkach liniowych, następnie relegowano je do lotnictwa służb bezpieczeństwa. W czerwcu niemal wszystkie maszyny otrzymały zakaz lotów ze względu na obawy o zużycie elementów drewnianych płatowca. W 1947 zakaz lotów cofnięto i Ła-5FN wzięły udział w walkach przeciwko Ukraińskiej Powstańczej Armii na północnym pograniczu Słowacji. Do tego czasu wszystkie zdolne do lotu maszyny już dawno wyczerpały swój resurs i stopniowo zaczęto je wycofywać z linii. Ostatnie egzemplarze Ła-5FN wycofano i zezłomowano w 1947, ostatni egzemplarz Ła-5UTI podzielił ich los w 1950. Był to prawdopodobnie ostatni zdolny do lotu Ła-5 w którejkolwiek wersji na świecie, bowiem radzieckie samoloty wycofano ze służby już kilka lat wcześniej.

### Polska
W 1945 lotnictwo Wojska Polskiego otrzymało z ZSRR jeden egzemplarz Ła-5FN do testów. Istniały plany wyposażenia w ten płatowiec kilku pułków lotniczych, jednak ostatecznie zadecydowano o nabyciu myśliwców Jak-9P. Ła-5FN pozostał na stanie polskiego lotnictwa do 1949, następnie został zezłomowany.

## Zachowane egzemplarze
Nie są znane żadne zachowane egzemplarze samolotów Ła-5 w którejkolwiek wersji, choć do współczesności w kilku muzeach na świecie dotrwały ich późniejsze wersje rozwojowe: Ła-7 (m.in. w Centralnym Muzeum Sił Lotniczych Federacji Rosyjskiej oraz praskim Muzeum Lotnictwa Kbely) oraz Ła-9 (m.in. w Imperial War Museum Duxford w Wielkiej Brytanii). W moskiewskim Parku Zwycięstwa eksponowana jest także pełnowymiarowa makieta jednej z wczesnych wersji Ła-5. Jeden egzemplarz Ła-7 zdobi także wjazd do dawnego biura konstrukcyjnego OKB-301 w Chimkach, jednak jest to prawdopodobnie metalowa makieta, a nie oryginalny drewniany płatowiec.
W 2003 roku w Internecie pojawiły się zdjęcia egzemplarza pochodzącego z wczesnej wersji produkcyjnej Ła-5, który miała restaurować Fighter Factory w Richmond , jednak dalsze losy tego samolotu nie są znane.
Jedyne modele samolotów projektowanych przez Ławoczkina i jego zespół, jakie dotrwały do współczesności w stanie zdolnym do lotu, to kilka egzemplarzy Ła-9 i Ła-11.

## Galeria

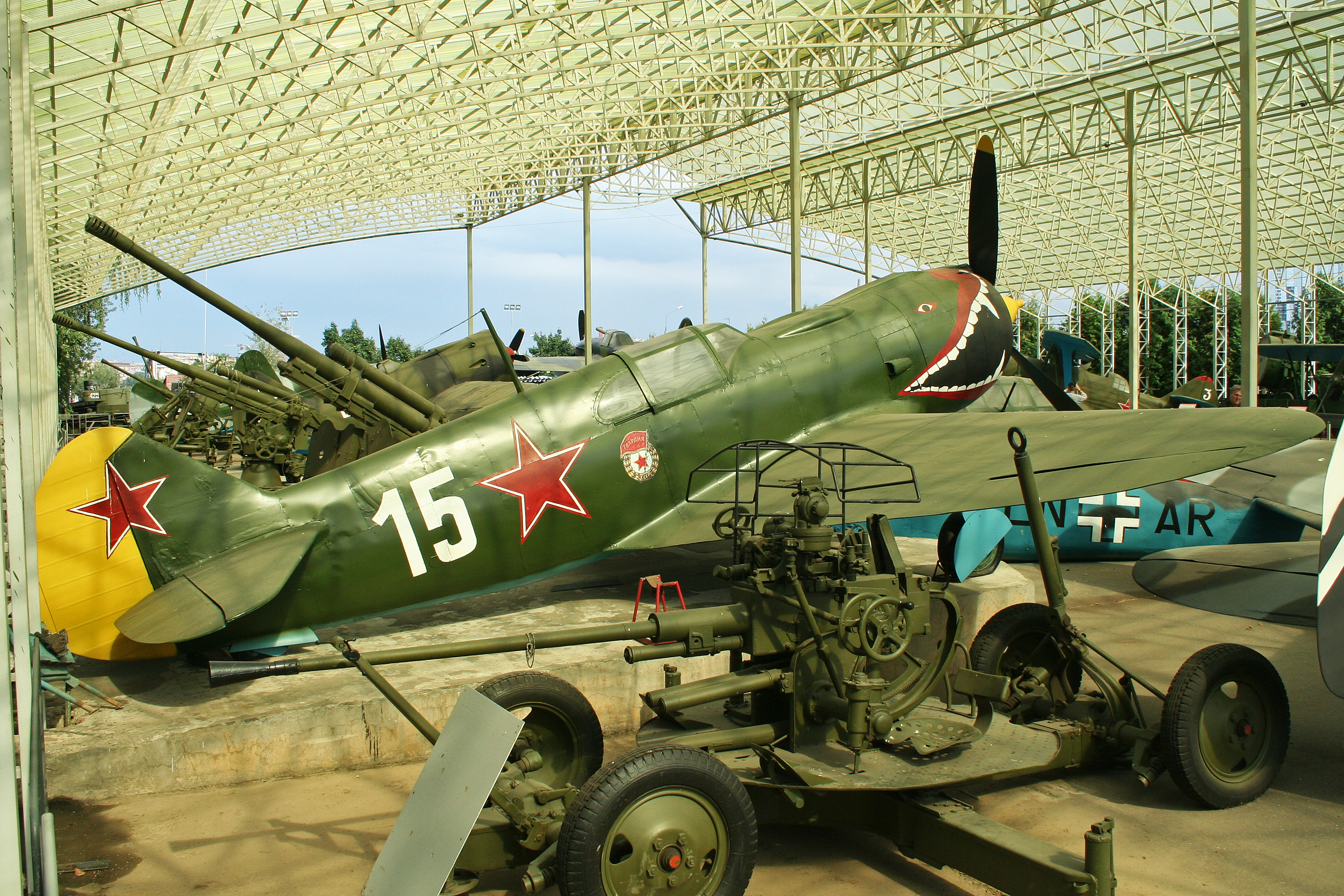
Pełnowymiarowa makieta Ła-5 we wczesnej wersji, eksponowana w Parku Zwycięstwa w Moskwie
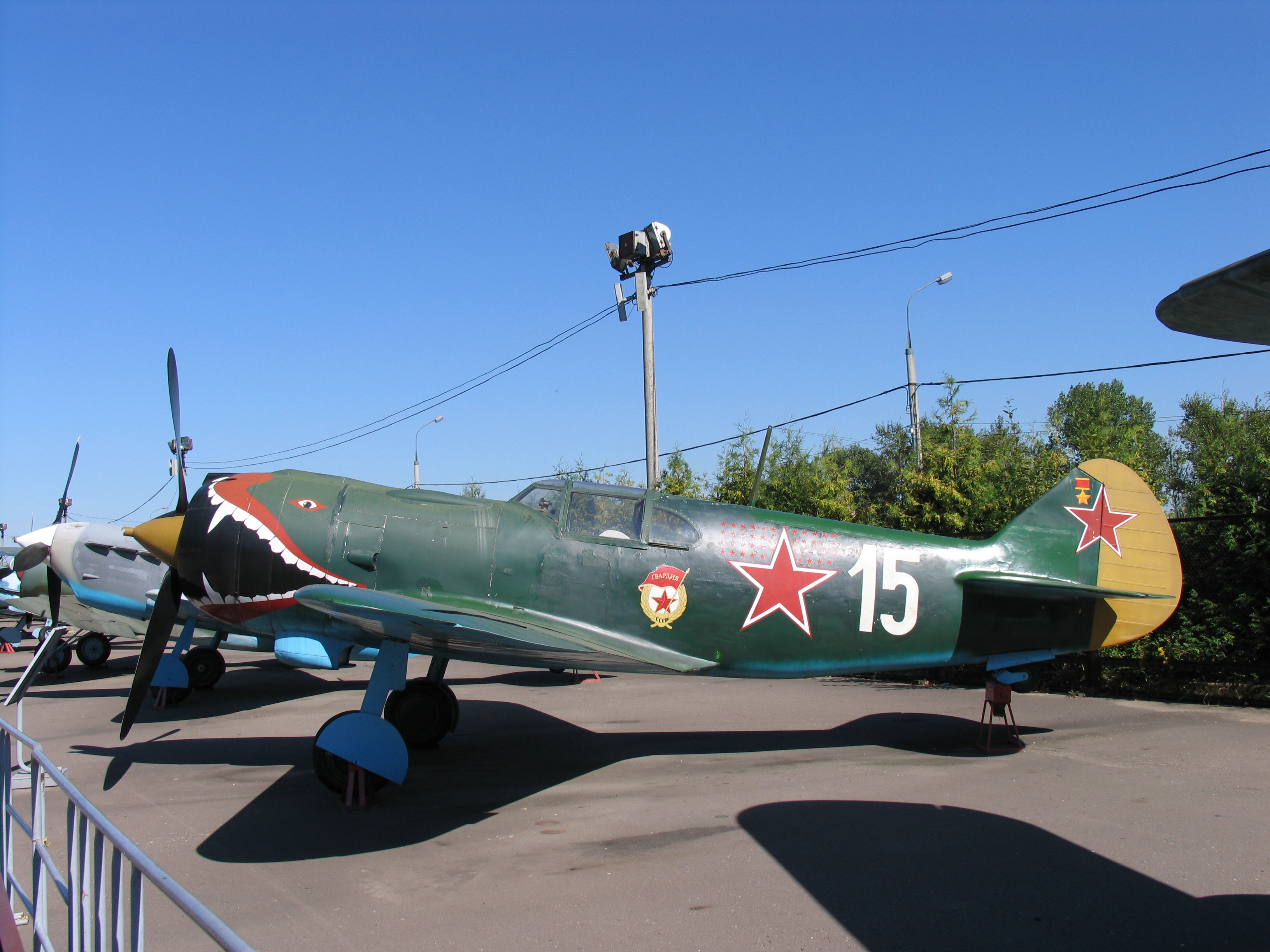
Makieta z Parku Zwycięstwa w świetle dziennym
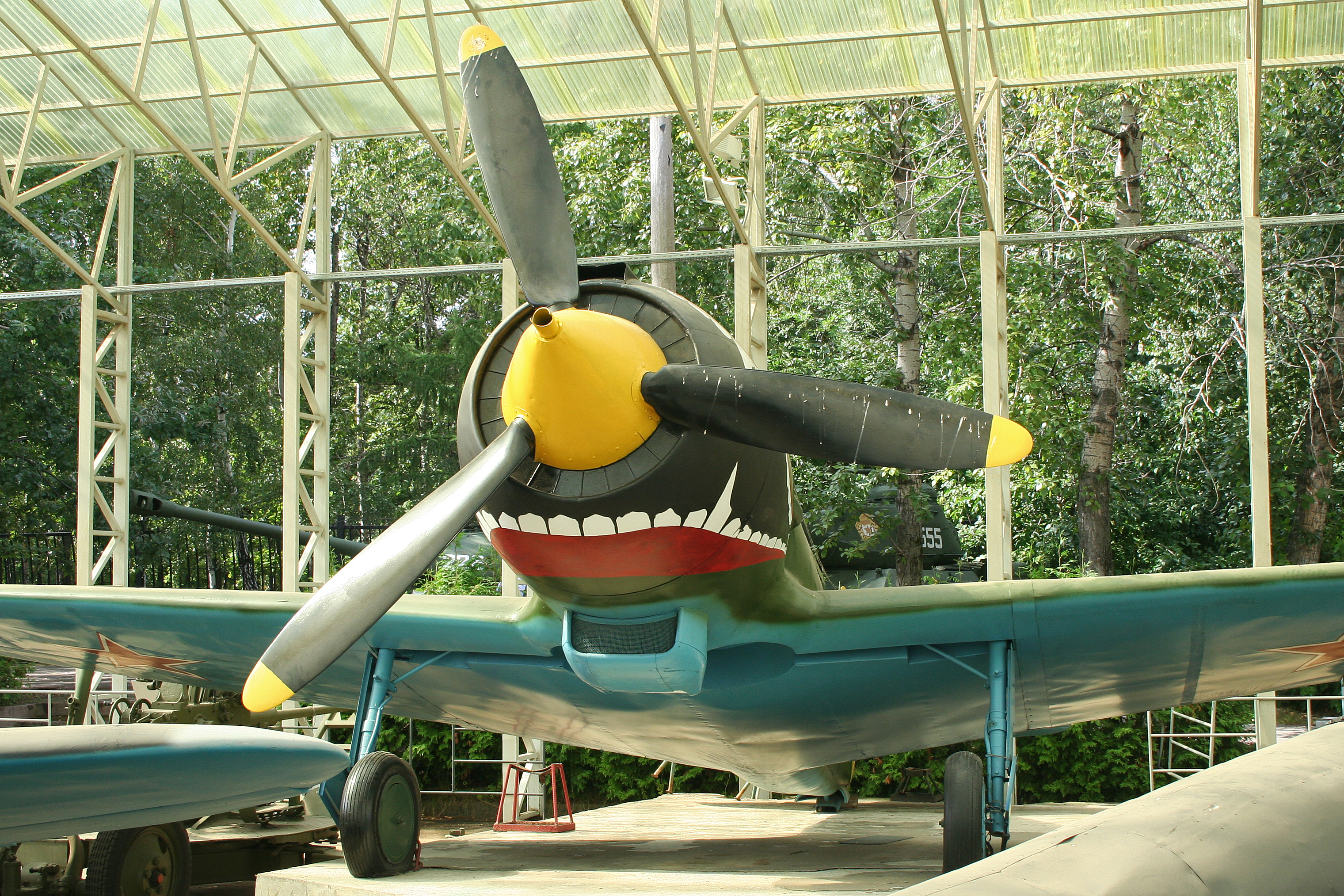
Makieta z Parku Zwycięstwa, widok od przodu